# Castelpoto
Castelpoto község (comune) Olaszország Campania régiójában, Benevento megyében.

## Fekvése
A megye déli részén fekszik, 50 km-re északkeletre Nápolytól, 7 km-re nyugatra a megyeszékhelytől. Határai: Apollosa, Benevento, Campoli del Monte Taburno, Foglianise és Vitulano.

## Története
A települést valószínűleg a longobárd időkben alapították. A következő századokban nemesi birtok volt. A 19. században nyerte el önállóságát, amikor a Nápolyi Királyságban felszámolták a feudalizmust.

## Népessége
A népesség számának alakulása:

## Főbb látnivalói
- San Nicola-templom